# Хаспингер, Эрнст
Эрнст Хаспингер (нем. Ernst Haspinger; 2 июля 1955, Монгуэльфо-Тезидо, Италия) — итальянский саночник, выступавший за сборную Италии в конце 1970-х — начале 1980-х годов, бронзовый призёр чемпионатов мира и Европы. Принимал участие в трёх зимних Олимпийских играх, однако не смог выиграть на них ни одной медали. На соревнованиях 1976 года в Инсбруке, выступая в программе мужских парных заездов, смог подняться лишь до седьмой позиции. Четыре года спустя, на турнире в Лейк-Плэсиде финишировал неудачно, заняв в итоге только двадцать первое место. На следующей своей Олимпиаде, 1984 года в Сараево, в той же дисциплине стал шестым, после чего принял решение о завершении карьеры профессионального спортсмена.
Эрнст Хаспингер является обладателем бронзовой награды чемпионата мира, проходившего в 1981 году в Хаммарстранде. Трижды атлет получал подиум чемпионатов Европы, все три раза занимал третье место в программе мужских одиночных заездов. Трижды выигрывал общий зачёт Кубка мира, на этом турнире наиболее удачными для него оказались сезоны 1979—1980, 1980—1981(разделил трофей с соотечественником Паулем Хильдгартнером) и 1981—1982.